# American Pastime (film)
American Pastime is een Amerikaanse speelfilm uit 2007, geregisseerd door Desmond Nakano. De film is gebaseerd op het non-fictieboek Through a Diamond: 100 Years of Japanese American Baseball (2002) van Kerry Yo Nakagawa.